# ليفي هنريكسن
ليفي هنريكسن (بالنرويجية: Levi Henriksen) (و. 1964 – م) هو موسيقي، وكاتب سيناريو من النرويج.

## جوائز
حصل على جوائز منها:
- Norwegian Booksellers' Prize [الإنجليزية]‏ (2004).

## وصلات خارجية
- ليفي هنريكسن على موقع IMDb (الإنجليزية)
- ليفي هنريكسن على موقع ميوزك برينز (الإنجليزية)
- ليفي هنريكسن على موقع قاعدة بيانات الفيلم (الإنجليزية)